# SPL Edden
SPL Edden est une société publique locale se consacrant à la protection de l'environnement à La Réunion. Fondée en mars 2019, elle a son siège à L'Étang-Salé.